# YOUTV
YOUTV (bis November 2015 SHIFT.TV, bis März 2016 BONG.TV) ist ein webbasierter Online-Dienst, bei dem der registrierte Nutzer auf die Funktionalität eines Videorekorders zurückgreifen kann. Hierbei liegt die Konzentration seit November 2009 auf deutschen Fernsehsendern. YOUTV benutzt ein Freemium-Modell.

Logo YOUTV

Das betreibende Unternehmen ist NETlantic GmbH mit Sitz in München, Unterföhring.

## Geschichte
YOUTV trat im November 2009 unter dem Namen SHIFT.TV in den deutschen Markt ein, bot allerdings vorab neben deutschen Kanälen bereits ab Mai 2009 italienische TV Kanäle an. Das italienischsprachige Angebot wurde aufgrund von gesetzlichen Auseinandersetzungen mit der italienischen Privatsendergruppe Mediaset und der staatlichen Fernsehanstalt RAI Radiotelevisione Italiana eingestellt. Beide TV-Anstalten zusammen halten in Italien ein Monopol der wichtigsten TV-Sender.
Das Unternehmen wurde 2005 durch RTL verklagt, da ein kostenpflichtiger Videorecorder-Dienst laut RTL gegen die Rechte der Sender verstoße.
2015 wurde SHIFT.TV in BONG.TV umbenannt, 2016 in YOUTV.
Im November 2016 bezeichnete das Landgericht München YOUTV aufgrund seiner "record all"-Funktion als urheberrechtswidrig. Die Funktion wurde im August 2016 deaktiviert und das Angebot fortgeführt. YOUTV legte gegen das Urteil Berufung ein.

## Aufzeichnung und Funktionsweise
YOUTV vermietet keinen Videorecorder, sondern einen Cloud-Speicher mit der Möglichkeit, Fernsehsendungen als persönliche Privatkopie darin abzulegen und zu laden.
Angeboten werden die Standard-Webansicht mit TV Empfehlungen, eine Oberfläche für Smart-TVs und ein Angebot für Mobilgeräte.
Der Benutzer hat die Möglichkeit, über das TV-Programm (elektronisches Fernsehprogramm) oder eine Suche online die Sendungen seiner Wahl aufzuzeichnen. Der Nutzer kann seine Aufnahmen daraufhin einsehen und diese verwalten.
Jede Aufzeichnung wird grundsätzlich in HQ und NQ zur Verfügung gestellt, teilweise ebenfalls in HD:
- HD steht für High Definition und bietet die 720p Auflösung bei 50 Vollbildern pro Sekunde. Die Datenrate liegt bei 3,5 bis 5 Mbit – je nach Szene wird die Qualität automatisch angepasst.
- HQ steht für High Quality (hohe Qualität) und bietet die PAL-Auflösung bei einer variablen Bitrate von 1,5 Mbit bei 720×576 Pixel (bei 4:3) oder 1024×576 (bei 16:9) ausgestrahlten Sendungen.
- NQ steht für Normal Quality (normale Qualität) und bietet im Gegensatz eine reduzierte Qualität. NQ-Videodateien haben eine variable Bitrate von 450 Kbit bei 512×288 Pixeln.

Sowohl HD, HQ- als auch NQ-Aufzeichnungen sind MP4-Video-Dateien im H.264-Format.
Nach der Aufzeichnung der Sendungen wird der Nutzer über deren Fertigstellung mittels E-Mail informiert. Der Nutzer kann die Sendungen dann herunterladen (sofern er ein kostenpflichtiges Abo abgeschlossen hat) oder in einem Online-Player zu streamen (Speicherdauer für Benutzer ohne kostenpflichtiges Abo: maximal 24 Stunden).
YOUTV verzichtet auf einen proprietären Download-Manager. Browser oder andere Download-Manager können laut YOUTV nach Wunsch eingesetzt werden. CHIP Online (Ausgabe November 2009) und das Computermagazin c’t (Ausgabe 2, 2010) legten darauf besonderes Augenmerk in ihren Vergleichstests.
YOUTV bietet zudem die Möglichkeit, über einen (Podcast-tauglichen) RSS-Feed Fernsehsendungen über ein beliebiges RSS-fähiges Programm wie iTunes oder andere Podcatcher zu laden. Über mobile Endgeräte ist damit ein mobiles Herunterladen möglich.

## Mobilangebot
Seit Dezember 2009 wird YOUTV auch mobil angeboten. Im Juli 2011 wurde das Angebot grundlegend überarbeitet und an den Funktionsumfang der iPhone App angelehnt. Die App wurde zunächst für Android, iOS, RIM Blackberry und Palm/HP WebOS angepasst und ermöglichte die Aufzeichnung und das Ansehen von Sendungen über mobile Endgeräte.
Seit August 2010 bietet YOUTV eine iPhone- und iPad-App im iTunes Store von Apple an, die mittlerweile den gesamten Online-Videorekorder von YOUTV abbildet. Mit der App können Sendungen auch mittels AirPlay auf AppleTV-Geräte übertragen und auf dem Fernseher angesehen werden.
Die YOUTV Android-App im Google Play Store bietet die Möglichkeit, Google Chromecast zu verwenden, um Sendungen auf ein TV-Gerät zu streamen.

## Sender
Das Programm folgender 50 Sender kann zurzeit aufgezeichnet werden, davon 25 in HD und 19 zur Aufzeichnung von Hörfilmen, 24 strahlen Untertitel aus:
3sat, Das Erste, Arte, BR Fernsehen, Disney Channel, Sport 1, DMAX, tagesschau24, Eurosport, hr-fernsehen, kabel eins, KiKA, MDR Fernsehen, NDR Fernsehen, Phoenix, ProSieben, rbb Fernsehen, RTLZWEI, Super RTL, SWR Fernsehen, Tele 5, Welt, VOX, WDR Fernsehen, ZDF, ZDFneo, ZDFinfo, kabel eins Doku, ServusTV, Sixx, ARD-alpha, Comedy Central, Nick, one, RTLup, Anixe+, Nitro, Sat.1 Gold, ProSieben Maxx, TLC, RiC, Bibel TV, N24 Doku, ntv, Euronews, Toggo plus, MTV, Bild TV, VOXup, SR Fernsehen